# Paul Collins (écrivain)
Pour les articles homonymes, voir Paul Collins.
Œuvres principales
- La Folie de Banvard

Paul Collins, né le 12 janvier 1969 à Perkiomenville (en) en Pennsylvanie, est un écrivain américain.

## Œuvres
- La Folie de Banvard, Le Promeneur, 2008 ((en) Banvard's Folly: Thirteen Tales of Renowned Obscurity, Famous Anonymity, and Rotten Luck, 2001)
- (en) Sixpence House: Lost in a Town of Books, 2003
- (en) Not Even Wrong: Adventures in Autism, 2004
- (en) The Trouble with Tom: The Strange Afterlife and Times of Thomas Paine, 2005
- (en) The Book of William: How Shakespeare's First Folio Conquered the World, 2009
- (en) The Murder of the Century: The Gilded Age Crime That Scandalized a City and Sparked the Tabloid Wars, 2011
- (en) Duel With the Devil: The True Story of How Alexander Hamilton And Aaron Burr Teamed Up to Take On America's First Sensational Murder Mystery, 2013
- (en) Edgar Allan Poe: The Fever Called Living, 2014